# Вердешть
Вердешть, Вердешті (рум. Verdești) — село у повіті Алба в Румунії. Входить до складу комуни Аврам-Янку.
Село розташоване на відстані 336 км на північний захід від Бухареста, 69 км на північний захід від Алба-Юлії, 75 км на південний захід від Клуж-Напоки, 138 км на північний схід від Тімішоари.

## Населення
За даними перепису населення 2002 року у селі проживали 62 особи, усі — румуни. Усі жителі села рідною мовою назвали румунську.